# Хорватка (річка)
Хорватка, Ховратка — річка  в Україні, у Васильківському  районі Київської області, права притока  Стугни (басейн Дніпра).

## Опис
Довжина річки приблизно 8 км.

## Розташування
Бере  початок на північному заході від Кулібаби. Спочатку тече на південний, а потім на північний схід і на південно-східній околиці Васильківа впадає у річку Стугну, праву притоку Дніпра.
Річку перетинає автомобільна дорога Р19